# 黑脸火雀
黑脸火雀（学名：Lagonosticta larvata）是梅花雀科火雀属的一种，在非洲分布广泛。其全球活动范围有2,100,000平方千米。分布于贝宁、布基纳法索、喀麦隆、中非共和国、乍得、刚果民主共和国、科特迪瓦、埃塞俄比亚、冈比亚、加纳、几内亚比绍、马里、尼日尔、尼日利亚、塞内加尔、塞拉利昂、苏丹、多哥和乌干达。该物种的保护状况被评为无危。
原为独立物种，但根据Dowsett和Forbes-Watson在1993年的发现，应为黑脸火雀下的种群。